# Campodipietra
Campodipietra község (comune) Olaszország Molise régiójában, Campobasso megyében.

## Fekvése
A megye déli részén fekszik. Határai: Campobasso, Ferrazzano, Gildone, Jelsi, San Giovanni in Galdo és Toro.

## Története
A települést a 11. század elején alapították. Nevét a határában talált nagy kőlapokról kapta, amelyekbe életnagyságú emberfigurákat véstek. A következő századokban nemesi birtok volt. A 19. században nyerte el önállóságát, amikor a Nápolyi Királyságban felszámolták a feudalizmust.

## Népessége
A népesség számának alakulása:

## Főbb látnivalói
- San Bonaventura-templom
- San Martino Vescovo-templom
- Santa Maria in Valle-templom